# Chirita speciosa
Chirita speciosa är en tvåhjärtbladig växtart som beskrevs av Wilhelm Sulpiz Kurz. Chirita speciosa ingår i släktet Chirita och familjen Gesneriaceae. Inga underarter finns listade i Catalogue of Life.